# Philipp Ahmann
Philipp Ahmann (* 1974 in Rheine) ist ein deutscher Dirigent.

## Werdegang
Ahmann studierte in Köln Dirigieren bei Marcus Creed. Er begann 2005 seine Arbeit bei Rundfunkchören und ist seitdem zu Gast beim SWR Vokalensemble Stuttgart, beim WDR Rundfunkchor Köln sowie beim Rundfunkchor Berlin. Er wurde 2008 zum Chefdirigenten des NDR Chors in Hamburg berufen und gründete dort eine eigene Abonnementreihe des Chors. Ahmann wurde 2013 für drei Jahre zum 1. Gastdirigenten des MDR-Rundfunkchors ernannt.
Seit Januar 2020 ist er künstlerischer Leiter des MDR-Rundfunkchors, 2022 wurde sein Vertrag bis Mitte 2025 verlängert.
Philipp Ahmann wird ab der Saison 2025/2026 als Chefdirigent die Leitung des WDR Rundfunkchores für zunächst 3 Jahre übernehmen.
Es existieren CD-Veröffentlichungen mit dem NDR Chor und dem MDR-Rundfunkchor.